# Zāranjī
Zāranjī (persiska: زارَنجی, زارنجی) är en ort i Iran.   Den ligger i provinsen Västazarbaijan, i den nordvästra delen av landet, 500 km väster om huvudstaden Teheran. Zāranjī ligger 1 521 meter över havet och antalet invånare är 459.
Terrängen runt Zāranjī är kuperad, och sluttar västerut. Runt Zāranjī är det ganska glesbefolkat, med 47 invånare per kvadratkilometer. Närmaste större samhälle är باروق, 17,0 km nordväst om Zāranjī. Trakten runt Zāranjī består i huvudsak av gräsmarker.